# Xerraire d'Assam
El xerraire d'Assam (Trochalopteron chrysopterum) és un ocell de la família dels leiotríquids (Leiothrichidae).

## Hàbitat i distribució
Viu entre la malesa del bosc, matolls i bambú, a les muntanyes del nord-est de l'Índia des de Sikkim cap a l'est fins Arunachal Pradesh. Índia oriental a les terres altes del sud de Brahmaputra River cap al sud fins Khasi, Cachar i Mizo, Manipur i Nagaland, Myanmar excepte el centre.